# Дренкова
Дренкова (рум. Drencova) је насеље у општини Берзаска, округ Караш-Северен у Румунији. Налази се на надморској висини од 83 м.

## Историја
По "Румунској енциклопедији" место се први пут помиње 1451. године. Тада је Јанош Хуњади даровао село породици Чорњаји. Дуго је Дренкова била заселак Берзаске. Ту је изграђена у 18. веку лука за лађе на Дунаву. Одатле је кретао транспорт дрва, жељезницом преко реке Берзаске.
Јоаким Вујић је 1839. године свратио у Дренкову. Примећује да се ту налази једна крчма са именом "Дренкова", добро снадбевена јелом и пићем. Поред је "угљевара" - стовариште угља за парабродове, као и пристаниште за робу где се товари она из Беле Цркве и околине.

## Становништво
Према попису из 2021. године у насељу је живело 3 становника.